# 麗莎·巴蒂亞什維利
伊莉莎白·巴蒂亞什維利（羅馬化：Elisabeth Batiashvili，1979年3月7日—），格魯吉亞小提琴家。
巴蒂亞什維利出生于格鲁吉亚第比利斯，父親是小提琴家，母親是鋼琴家。4歲時起随父亲学琴，1991年移民德国後就讀於漢堡音樂學院。在1995年，巴蒂亞什維利在國際西貝流士小提琴比賽獲獎。
從1999年到2001年，她是BBC3電台新一代藝術家其中之一 。

## 作品節選
- Barenboim, Daniel. . Deutsche Grammophon. 479 6038.

## 個人生活
巴蒂亞什維利與丈夫弗朗索瓦·利雷和兩個孩子現居慕尼黑。她演奏的1709年「斯特拉迪瓦里琴」（Stradivarius），由日本音樂財團租出。
巴蒂亞什維利是少數公開表達政治立場的古典音樂家之一。由於俄羅斯對喬治亞的軍事干預和對烏克蘭的侵略，她拒絕在俄羅斯舉辦音樂活動。2014年，她在荷蘭與普丁的好友俄羅斯指揮家瓦列里·捷杰耶夫舉辦一場音樂會，表演結束後的安可曲，巴蒂亞什維利刻意演奏了由烏克蘭作曲家Igor Loboda創作的《烏克蘭安魂曲》（Requiem for Ukraine），表達對俄羅斯政府以及捷杰耶夫的不滿，從此之後她就沒有再與捷杰耶夫合作過。
2022年俄羅斯入侵烏克蘭戰爭爆發後，巴蒂亞什維利在柏林愛樂廳發起一場聲援音樂會，將演出收益捐獻給烏克蘭，並開始透過麗莎·巴蒂亞什維利基金會(Lisa Batiashvili Foundation)為烏克蘭音樂家提供資助。

## 外部連結
- 麗莎·巴蒂亞什維利官方網站（页面存档备份，存于）
- 麗莎·巴蒂亞什維利的Discogs页面（英文）